# Goran Navojec
Goran Navojec (Bjelovar, 10. listopada 1970.) je hrvatski kazališni, televizijski i filmski glumac. Umjetnički je direktor i utemeljitelj kazališnog festivala BOK fest u Bjelovaru. Brat mu je glumac Bojan Navojec.

## Filmografija

### Televizijske uloge
- Oblak u službi zakona kao Ludvig (2022.)
- Dnevnik velikog Perice kao kapetan Karlo Bulić (2021.)
- Mrkomir Prvi kao Mrkomir (2020.)
- Nestali kao Prka (2020.)
- Počivali u miru kao Romano Sršak (2017.)
- Der Kroatien Krimi kao Marin Marić (2016. – 2019.)
- Crno-bijeli svijet kao Džarovski (2016.)
- Horvatovi kao Stjepan Horvat (2015.)
- Dig kao ruski mornar (2015.)
- Stella kao Amar Ivanović (2013.)
- Na putu za Montevideo kao Bracika (2013.)
- Jugoslavenske tajne službe kao Vjekoslav Luburić (2012.)
- Miris kiše na Balkanu kao Škoro (2010. – 2011.)
- Lud, zbunjen, normalan kao Reufik "Refko" Mehmeda Mujkić (2010. – 2015.)
- Tito kao maršal Tolbuhin (2010.)
- Bitange i princeze kao Tompa (2008.)
- Zvijezde pjevaju kao Goran Navojec (2008.)
- Odmori se, zaslužio si kao Dudo Kosmički (2006. – 2013.)
- Kazalište u kući kao odvjetnik Mudrić (2007.)
- Naša mala klinika kao dr. Toni Grgeč (2004. – 2007.)
- Zlatni vrč kao Robert (2004.)

### Filmske uloge
- Papilon (2019.)
- Ministarstvo ljubavi kao Trinaestić (2016.)
- Sve najbolje kao Ljubo (2016.)
- Život je truba kao Dragec (2015.)
- Atomski zdesna kao Bruno (2014.)
- Šegrt Hlapić kao Majstor Mrkonja (2013.)
- Falsifikator (2013.)
- Nemoguća misija: Protokol duh kao ruski zatvorenik (2011.)
- Parada kao Roko (2011.)
- Visoka modna napetost (2011.)
- Korak po korak kao Brko (2011.)
- Kotlovina kao Damir (2011.)
- Šuma summarum kao Kuzma (2010.)
- Reality kao bankovni direktor (2006.)
- Libertas kao Miles Gloriosus (2006.)
- Pušća Bistra kao predsjednik (2005.)
- Dva igrača s klupe kao Ante Jukić (2005.)
- Duga mračna noć kao Matija "Mata" Čačić (2004.)
- Ne dao Bog većeg zla kao Emil (2002.)
- Nebo, sateliti kao Jurela (2000.)
- Crna kronika ili dan žena kao muškarac iz mašte (2000.)
- Četverored kao Baja Mesog (1999.)
- Crvena prašina kao načelnik policijske postaje (1999.)
- Bogorodica kao Đuka (1999.)
- Elvjs e Merilijn kao Nicolaj/Elvjs (1998.)
- Tri muškarca Melite Žganjer kao Janko (1998.)
- Territorio Comanche kao tehničar TV Bosne (1997.)
- Rusko meso (1997.)
- Kako je počeo rat na mom otoku kao Martin (1996.)
- Putovanje tamnom polutkom (1995.)
- Noć za slušanje kao Bruno (1995.)
- Vukovar se vraća kući (1994.)
- Jaguar (1992.)

### Sinkronizacija
- Film Angry Birds 2 kao Bomba (2019.)
- Film Angry Birds 1 kao Bomba (2016.)
- Pjevajte s nama 1 kao Veliki tatica (2016.)
- Potraga za Dorom kao Gosn. Ray (2016.)
- Shrek uvijek i zauvijek kao Cokula (2010.)
- Osmjehni se i kreni! i čađa s dva Plamenika kao Yors (2007.)
- Sezona lova 1 kao Boog [Martin Lawrence] (2006.)
- Pobuna na farmi kao Gogo (2004.)
- Potraga za Nemom kao Gosn. Ray (2003.)

## Vanjske poveznice
- Goran Navojec u internetskoj bazi filmova IMDb-u (engl.)
- Stranica na KAMO.hr[neaktivna poveznica]